# 元公 (宋)
元公（げんこう、? - 紀元前517年）は、春秋時代の宋の君主（在位前532年 - 前517年）。姓は子、名は差。平公の子。
紀元前532年、平公が死去すると、元公は宋公として即位した。元公は大夫の華氏や向氏を憎んでおり、禍難を恐れた華定や華亥は向寧と相談して、紀元前522年6月に反乱を起こし、公子寅・公子御戎・公子朱・公子固・公孫援・公孫丁を殺害し、太子欒と同母弟の公子辰や公子地を人質に取った。元公も華亥の子の華無慼、向寧の子の向羅、華定の子の華啓を人質に取ってひとたび和約を結んだ。公子城らは鄭に亡命し、鬼閻で華氏と戦ったが敗れ、晋に逃れた。10月、元公は人質を殺して華氏や向氏を攻撃した。華亥・向寧・華定は陳に亡命し、華登は呉に逃れた。紀元前521年5月、華氏と向氏が帰国し、盧門を拠点として、南里の人々を率いて元公と敵対した。11月、公子城が晋軍を引き連れて宋に入り、晋・斉・衛の連合軍が華氏と赭丘で戦って破り、南里を包囲した。華登は楚の援軍を求めた。紀元前520年、楚は出兵して元公に圧力を加え、華氏の出国を求めた。元公はこれを聞き入れて、華亥・向寧・華定・華貙・華登らは楚に亡命した。
元公は人事を一新し、公孫忌を大司馬に、辺卬を大司徒に、楽祁を司城に、仲幾を左師に、楽大心を右師に、楽輓を大司寇に任命した
紀元前517年、元公は曲棘で死去した。